# Système judiciaire en Éthiopie
En Éthiopie, le système judiciaire repose sur le système de droit civil avec un mélange de tribunaux nationaux et régionaux.
La justice éthiopienne manque considérablement de moyens et notamment de professionnels qualifiés. Les juges qui officiaient sous la dictature Derg jusqu'en 1991 ont presque tous été licenciés, en raison de leur appartenance à l'ancien Parti des travailleurs d'Éthiopie. Les nouveaux juristes sont encore assez peu nombreux, ce qui explique l'encombrement de la Justice.

## Organisation
Le système judiciaire éthiopien étant basé sur la décentralisation des pouvoirs, il y a donc deux systèmes parallèles de tribunaux : les tribunaux fédéraux et les tribunaux régionaux, qui ont chacun leurs structures et administrations indépendantes propres.

### Tribunaux ordinaires

#### Tribunaux fédéraux
- la Cour suprême fédérale qui siège à Addis-Abeba est la plus haute juridiction du pays. C'est la juridiction d'appel de toutes les affaires traitées par la Haute Cour Fédérale mais elle joue aussi le rôle de Cour de cassation sur les décisions de tous les tribunaux. La Cour Suprême est la juridiction de première instance pour les affaires concernant la responsabilité des membres du gouvernement, des ambassadeurs, des consuls et des représentants d'organisations internationales.

- La Haute Cour fédérale est compétente pour les affaires civiles portant sur des montants supérieurs à 500 000 birr (un peu moins de 40 000 €[1]). Elle est aussi la juridiction d'appel des décisions de la Cour fédérale de première instance. Elle intervient également dans des matières spécifiques telles que les affaires de droit international privé, de nationalité ou de reconnaissance des jugements étrangers (exequatur). En matière pénale, elle est compétente pour les atteintes à l'ordre constitutionnel, la sécurité intérieur, la sécurité aéronautique, les trafics de drogues.

- La Cour fédérale de première instance est une juridiction qui est compétente pour les litiges civils dont le montant ne dépasse pas 500 000 birr. Elle connait également d'affaires civils à Addis-Abeba et Dire Dawa que la loi n'attribue pas à d'autres juridictions. En matière pénale, elle traite des atteintes aux intérêts économiques et fiscaux du pays, tels que la fausse monnaie, la falsification de documents du gouvernement fédéral, et les infractions relatives à la sécurité et la liberté des services de communication opérant dans plus d'une région ou au niveau international.

#### Tribunaux régionaux
Il existe deux grandes catégories de tribunaux régionaux ordinaires :
- la « Woreda Court » (tribunal d'une woreda) comporte un juge unique qui s'occupe seulement des affaires pénales de petite importance.

- la « Awraja Court » est composée de trois juges et dispose d'une chambre de procédure civile et d'une chambre de procédure pénale.

### Tribunaux d'exception
- Tribunaux militaires : La Cour suprême fédérale comprend aussi une chambre de droit pénal militaire.

- Tribunaux islamiques (charia) : Ces tribunaux sont réservés aux musulmans. Ils traitent principalement des litiges du droit de la famille. Les deux parties doivent donner leur accord pour porter leur différend devant un tribunal islamique.

## Lesmagistrats

### Nomination
Le Parlement fédéral nomme les juges des tribunaux fédéraux, alors que ceux des tribunaux régionaux sont nommés par les Conseils administratifs régionaux.
Le président de la Cour suprême fédérale dresse une liste de candidats et la présente à la Commission judiciaire fédérale. Celle-ci soumet les candidatures au Parlement qui les approuve ou les rejette. Les juges des tribunaux fédéraux sont en principe nommés à vie.

### Formation et salaires
En Éthiopie, les juges n'ont pas nécessairement une formation spéciale. Certains ont des diplômes en droit obtenus à l'université d'Addis Abeba et d'autres ont seulement une formation pratique de quelques mois parfois. Des organisations non gouvernementales organisent également des stages de formation professionnelle pour les juges.
Les salaires des juges sont actuellement beaucoup plus faibles qu'ils ne l'étaient par le passé car, malgré une forte inflation, ils n'ont guère évolués.

### Indépendance
La question de l'indépendance de la justice reste un problème majeur en Éthiopie. Les juges subissent les influences politiques et les idéologies partisanes et ceux qui s'y opposent restent rarement en place bien longtemps.
Outre leur nomination par le corps législatif, les juges sont soumis à une "vérification" par des représentants du gouvernement. Cette surveillance est en théorie destinée à éviter la corruption et le népotisme, mais en réalité, les juges sanctionnés sont généralement ceux qui ne suivent pas la ligne du parti au pouvoir ou du gouvernement.

## Compléments